# Elizabeth Yates

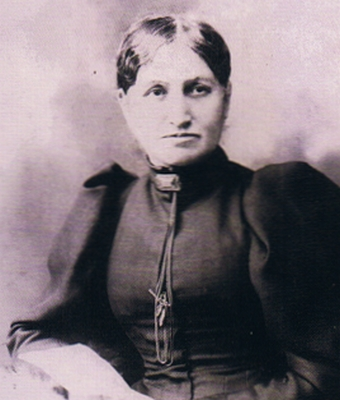
Elizabeth Yates.

Elizabeth Yates, född Onan 1845 i Skottland, död 1918, var borgmästare i staden Onehunga (nu en del av Auckland) på Nya Zeeland under år 1894. Hon var den första valda kvinnliga borgmästaren i Nya Zeeland och i det brittiska imperiet.

## Biografi
Elizabeth Yates kom till Nya Zeeland från Skottland år 1853 och gifte sig 1875 med Michael Yates, som var borgmästare i Onehunga 1888–1892. Hon var även aktiv som suffragett. 
Då maken avgick av hälsoskäl 1892 accepterade hon nomineringen som kandidat i borgmästarvalet 1893 och vann med snäv marginal. Hennes valseger tilldrog sig stor uppmärksamhet och hon mottog gratulationer från Nya Zeelands premiärminister och Viktoria I av Storbritannien. 
Yates hade en framgångsrik mandatperiod och lyckades bland annat lösa stadsskulden och förbättra vägar och sanitet. Hennes kön gjorde henne dock kontroversiell och hon motarbetades på grund av detta kategoriskt. Hennes personlighet, som beskrivs som dominant, lyckades bara ytterligare förvärra saken. Yates satt även i kommunalstyrelsen 1899–1901. 
Hon avled på mentalsjukhus efter många års psykisk sjukdom.